# Cohen (judaïsme)
Cet article concerne la fonction religieuse. Pour le patronyme, voir Cohen.

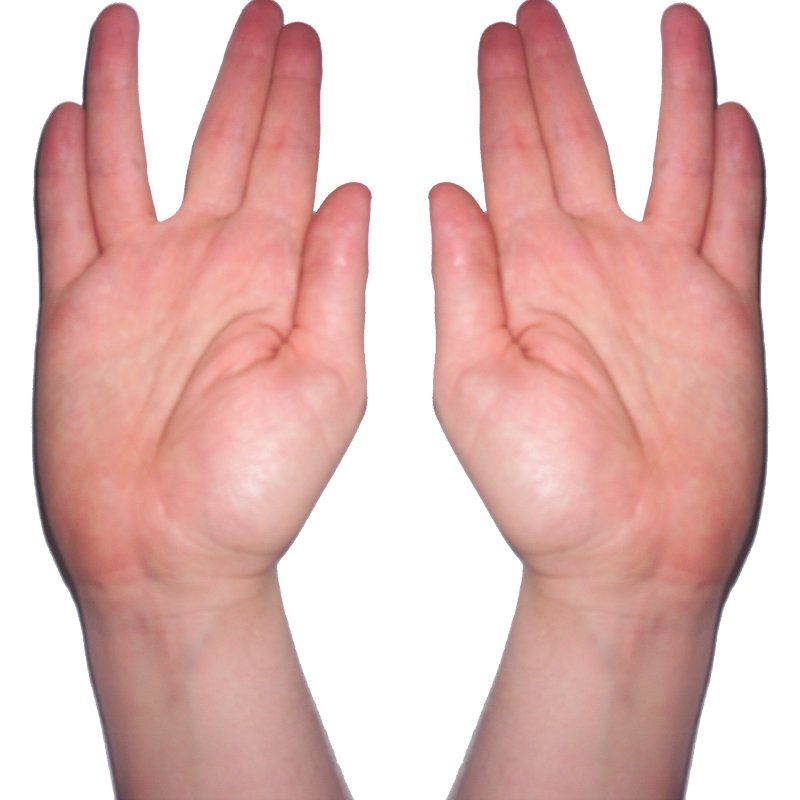
Position particulière des mains lors de la Birkat Hacohanim.

Un cohen (hébreu : כהן litt. « dédié, dévoué », plur. cohanim) est un prêtre du dieu d'Israël.  
Bien que la Bible ambitionne de faire des Israélites un « royaume de cohanim » (Exode 19:6), elle[Qui ?] est, au sens propre du terme, conférée aux seuls descendants mâles  d’Aaron, le frère de Moïse de la tribu de Lévi. 
Le cohen des ères biblique et antique a pour tâche d'assurer le culte du Temple et l'offrande des sacrifices, la bénédiction du peuple d'Israël, l'évaluation des marques soupçonnées de conférer l'impureté, et l'application de la loi divine. Il est placé sous l'autorité du Cohen gadol (« grand-prêtre »), seul habilité à rencontrer Dieu lorsqu'il se manifeste dans le saint des saints lors du jour des propitiations. Consacré au culte, le cohen n'a pas de part à la partition des terres mais les enfants d'Israël sont enjoints à le sanctifier et à lui remettre une matanot kehouna (part de leurs récoltes, bétail et offrandes). 
En raison de sa sainteté, il est attendu du cohen qu'il soit en état de pureté lorsqu'il les consomme ou qu'il officie au rituel, et qu'il se garde scrupuleusement de l'impureté rituelle. Cette pureté touche l’ensemble des domaines y compris conjugal, et il ne peut prendre pour épouse une prostituée, une divorcée, une veuve, une convertie ou une femme désécrée (retirer son caractère sacré à quelqu'un, exemple : souillée par un viol). En revanche, une veuve est autorisée au Cohen, sauf pour le cas du Grand-prêtre - Cohen Gadol - qui a un statut particulier. Voir Lévitique 21:7 et 21:13, 14.
La destruction du Temple de Jérusalem entraîne de profonds changements dans les fonctions sacerdotales, et la préséance des prêtres dans l'enseignement de la loi divine, est contestée par les sages d'Israël, davantage versés dans l'étude de la Torah de Moïse et souvent issus des milieux laïcs. Les cohanim continuent cependant à assurer certaines de leurs fonctions et à jouir d'un statut d'exception dans le judaïsme, du moins dans les communautés orthodoxes. Ils demeurent ainsi les premiers appelés à la lecture de la Torah, continuent à dispenser leur bénédiction en certaines occasions, et à officier au rachat des premiers-nés ; ils doivent de même se tenir éloignés de tout ce qui a trait à la mort (voir Deuil dans le judaïsme).

## Sources bibliques

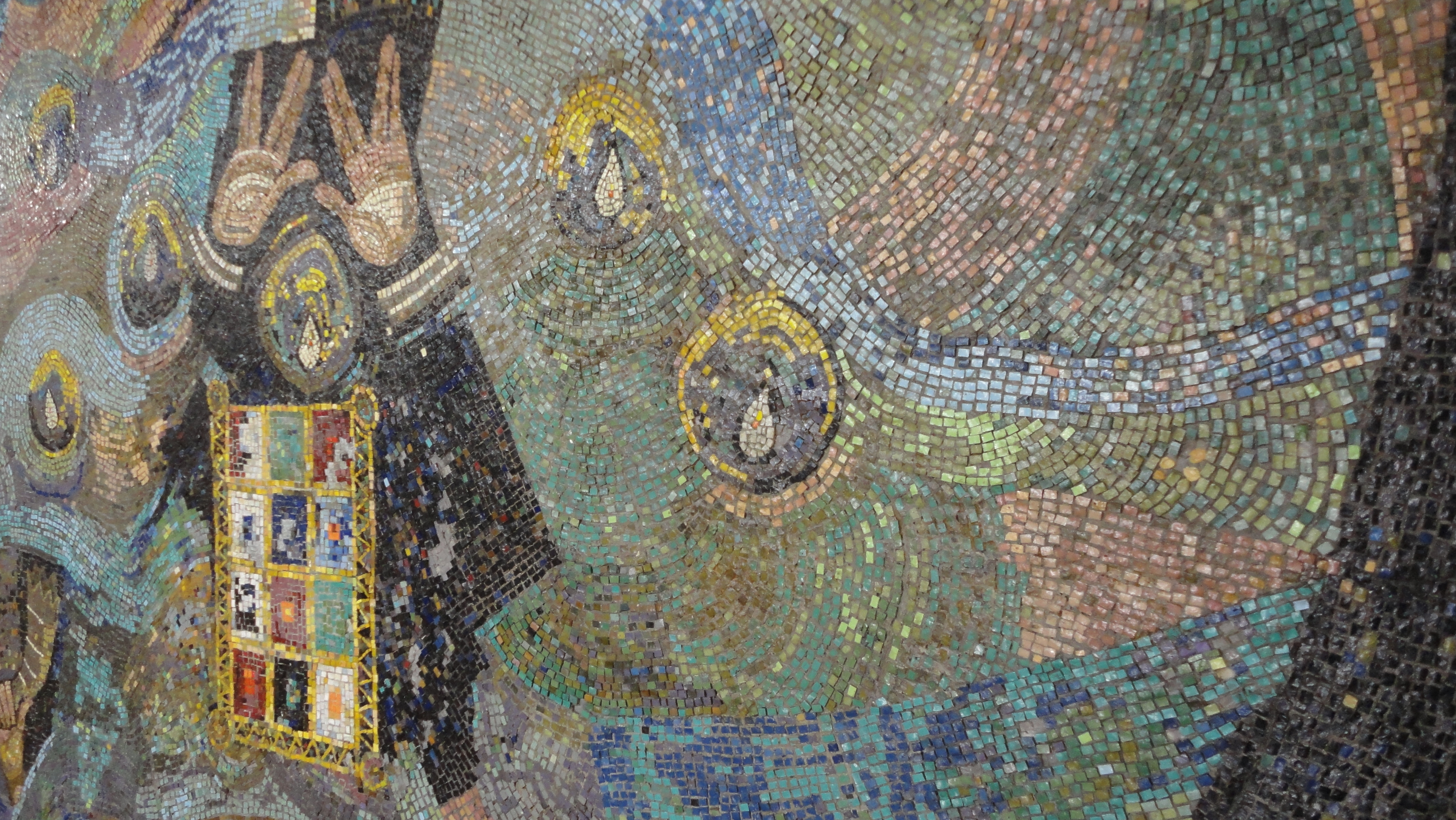
Mosaïque de Nahum Gutman à la Maison du Rabbinat, Tel Aviv-Yaffa, Israël.

La fonction de cohen (la kehouna) fut conférée pour la première fois à Aaron, le frère de Moïse de la tribu de Lévi, et à sa descendance masculine, par Dieu (Exode 28:1 & 2–4) comme un « office perpétuel ». 
Au cours des 40 années pendant lesquelles les Juifs traversèrent le désert et jusqu'à la construction du Temple de Jérusalem, les cohanim remplirent leur tâche dans le Tabernacle (Nombres 1:47–54; 3:5–13,44–51; 8:5–26), une structure portable. Leurs devoirs comprenaient les offrandes quotidiennes et des fêtes israélites, collectivement appelées korbanot en hébreu, et la bénédiction du peuple au cours d'une cérémonie connue comme la Nessiat Kapayim (« levée des mains »), précurseur de la bénédiction sacerdotale actuelle. 
Lorsque le Premier et le Second Temple furent construits, les cohanim remplirent les mêmes fonctions dans l'enceinte de ces structures permanentes, localisées sur le Mont du Temple à Jérusalem, en terre d'Israël. Ils étaient divisés en 24 groupes de sept à neuf prêtres. Ceux qui assuraient le service se relayaient tous les Shabbat, mais lors des festivals bibliques, les 24 groupes étaient tous présents au Temple.
Aaron étant un membre de la tribu de Lévi, tous les cohanim sont lévites, l'appartenance tribale se transmettant patrilinéairement. Cependant, tous les lévites ne sont pas cohanim. La plupart des offices du Temple ne pouvaient être conduits que par les cohanim. Les lévites non-cohanim avaient pour fonction de les assister, en lavant leurs mains et pieds avant les offices afin de les purifier, en jouant de la musique et en chantant des chants liturgiques afin d'accompagner les cérémonies du Temple, en gardant les portes et en contrôlant les accès au temple, en exerçant de hautes fonctions administratives (perception de la dîme), l'enseignement de la loi et la fonction de juge. À l'époque du Tabernacle, les lévites avaient également pour responsabilité de le transporter entre les différentes étapes.
Selon l'opinion dominante, celle du judaïsme rabbinique orthodoxe, si l'ascendance du titre de Lévi ou Cohen est exclusivement patrilinéaire, elle est conditionnée par l'appartenance préalable de l'individu au peuple juif, laquelle appartenance ne se transmet que de façon strictement matrilinéaire. Ainsi : 
- Le fils d'une fille de Cohen et d'un Lévite serait Juif et Lévite (mais non Cohen).
- Le fils d'une fille de Cohen et d'un non-Juif serait Juif, mais ne serait pas Cohen.
- Le fils d'un Cohen et d'une non-Juive ne serait ni Juif ni Cohen (même s'il en portait le nom). Il ne pourrait pas, s'il venait à se convertir au judaïsme, regagner un statut de Cohen et s'il épousait une Juive, leurs enfants ne le regagneraient pas davantage.

Cependant, cette opinion pourrait sembler plutôt en contradiction avec les textes bibliques, lesquels attribuent ce titre aux descendants d'Aaron, sans distinctions. Au reste, la transmission patrilinéaire de l'appartenance aux tribus, attestée par les textes, est la seule suivie par les Samaritains ; ceux-ci ignorent clairement les règles de la transmission matrilinéaire, qui prévaut dans le judaïsme rabbinique afin de déterminer qui est juif. 

### La lignée sacerdotale dans la Torah

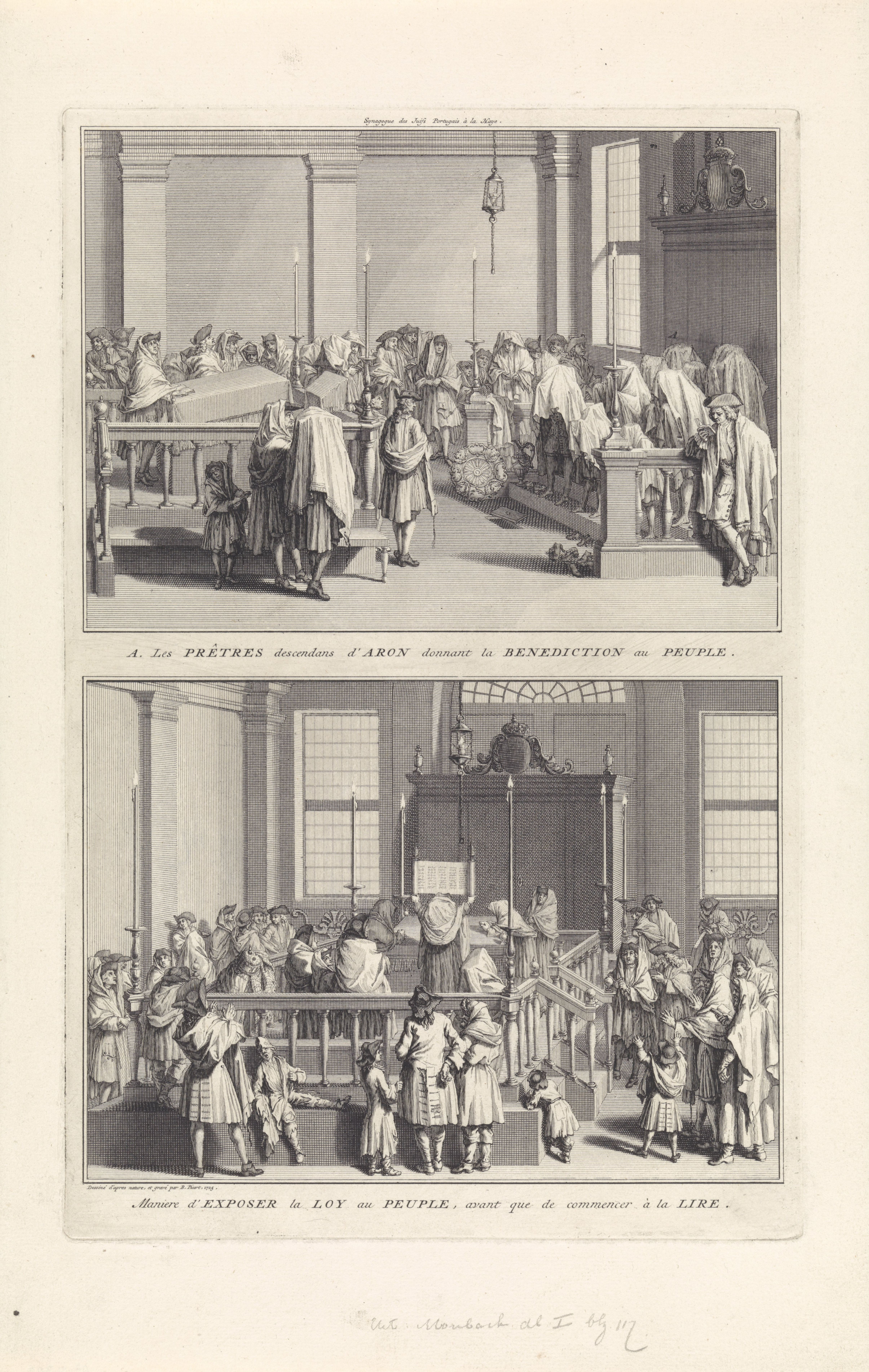
En haut : « Les Prêtres descendans d'Aron donnant la Benediction au Peuple » ; en bas : « Maniere d'Exposer la Loy au Peuple, avant que de commencer à la lire », à la synagogue portugaise de La Haye (B. Picart, 1725)

Le premier à être nommé cohen dans la Torah est Melchisédech, roi de Salem, que Rachi identifie à Shem, le fils de Noé (Genèse 14:18).
Lorsque Ésaü vendit son droit d'aînesse à Jacob, Rachi explique que la prêtrise fut vendue dans le même temps, car la prêtrise appartient de droit à l'aîné. Ce n'est que lorsque « l'aîné» commit, avec le reste d'Israël, le péché du veau d'or, que la prêtrise échut à la tribu de Lévi, qui n'avait pas fauté dans l'incident.
Moïse aurait dû recevoir la prêtrise ainsi que le commandement du peuple israélite, mais lorsqu'il objecta à Dieu qu'il ne devrait pas l'être, elle fut conférée à Aaron.
Aaron reçut la prêtrise avec ses enfants et tous leurs descendants. Cependant, les sources midrashiques indiquent que comme son petit-fils Pinhas était déjà né à ce moment, il ne la reçut qu'après un acte de zèle, tuant le prince de la tribu de Siméon et la princesse des Midianites (Nombres 31:11–12).
La prêtrise resta ensuite dans les mains des descendants d'Aaron. Le Livre des Chroniques (1 Chr. 12:27) mentionne les 3 700 bnei Aaron menés par Yehoyada, père de Benayah, en tant que guerriers pour renforcer David à Hébron. À l'époque de la Torah, leur chef était Eléazar (Nomb. 3:32), mais après le règne de Salomon, il s'agira de Sadoq (1 Chr. 27:17), et lorsque Ézéchiel, lui-même un cohen, prophétise, c'est Sadoq et non Aaron qui représente la légitimité sacerdotale. 
Une tradition rabbinique affirme que lorsque le Messie viendra, la prêtrise reviendra à l'aîné.

### Qualifications et disqualifications
Aux temps bibliques, les cohanim prenaient leurs fonctions à 20 ans, et leur retraite à 60.

Certaines imperfections pouvaient disqualifier le cohen d'assurer sa kehouna dans le Temple. Le Temple étant en effet un endroit de beauté, et les offices s'y déroulant ayant pour fonction d'inspirer aux visiteurs des pensées de repentir et de proximité avec Dieu, un cohen « physiquement imparfait » aurait troublé l'atmosphère. 

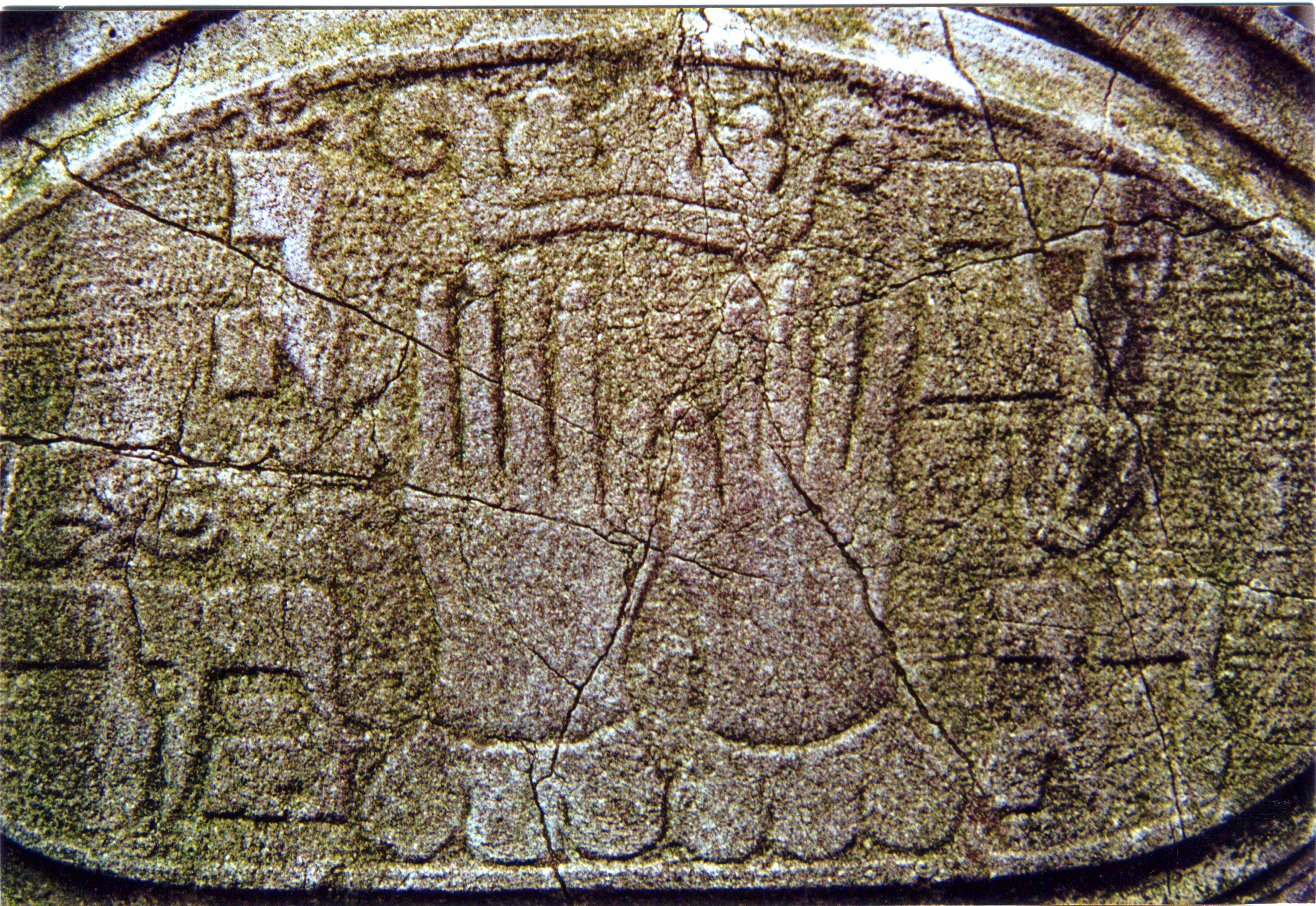
Plaque funéraire au cimetière de Prague, République tchèque.

Parmi les tares disqualifiant les prêtres de la prêtrise : 
1. une cécité
2. une claudication
3. une arcade nasale trop basse (telle qu'une brosse droite pourrait appliquer l'onction aux deux yeux en simultanéité)[pas clair]
4. une disproportion de membres
5. un pied ou une main estropiés
6. des sourcils trop fournis
7. une cataracte
8. une traînée blanche traversant la jonction entre la sclère[2] et l'iris
9. certains types de furoncles
10. des testicules broyés.

Cette liste n'est cependant pas exhaustive (Lev. 21:18-20, et Rachi ad loc.) Un cohen affligé d'une de ces tares était déclaré inapte au service. Cependant, si l'imperfection était corrigible, le cohen redevenait éligible une fois celle-ci amendée. Il lui était permis, en tout temps, de consommer des aliments saints (mêmes sources que supra, ainsi que les versets adjacents et leurs commentaires). De plus, les cohanim affligés de ces tares se voyaient attribuer des rôles secondaires dans le Temple, en dehors des offices.

### Les privilèges sacerdotaux

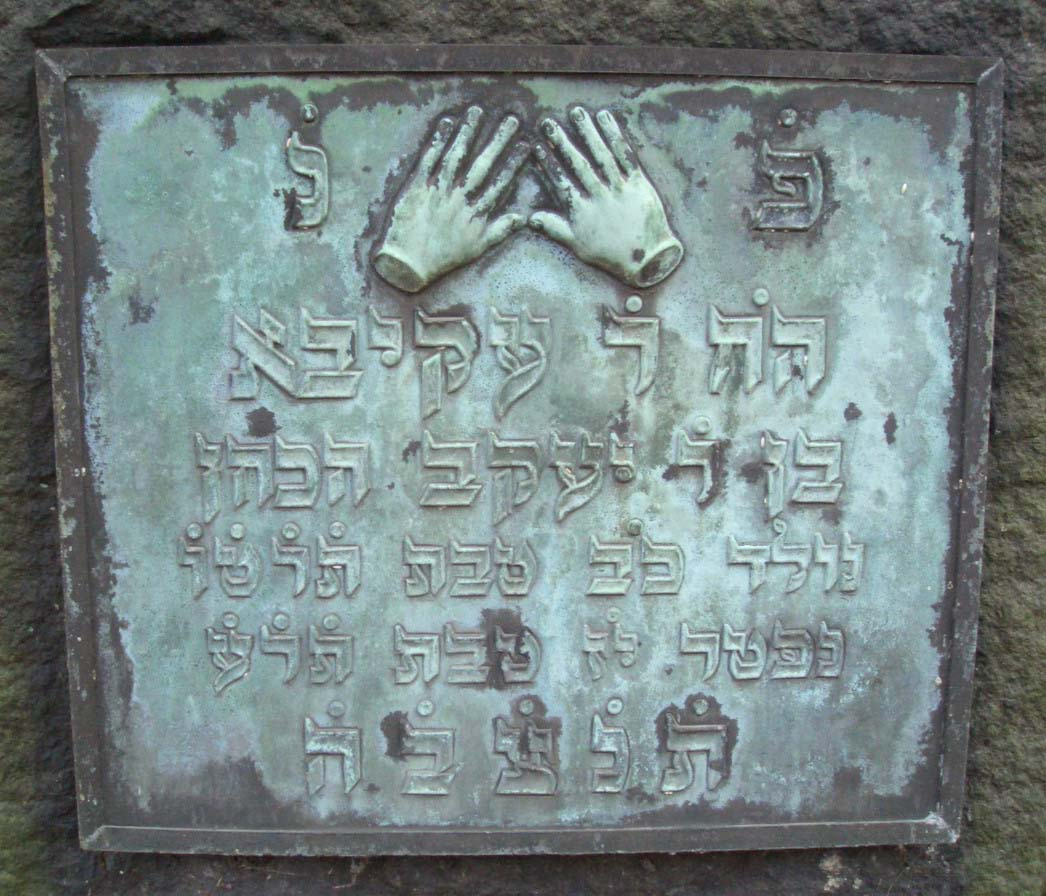
Beaucoup de Cohanim choisissent de le faire figurer sur leur tombe afin d'attester de leur ascendance et leur statut.

Les cohanim devant se dévouer au service divin et ne possédant pas de propriété terrestre, ils avaient droit à 24 dons aux cohanim, qui leur étaient exclusivement réservés.
- Dons faits dans l'aire du Temple :

1. une portion d'un animal apporté comme offrande expiatoire
2. une portion d'un oiseau apporté comme offrande expiatoire
3. une portion d'une offrande à brûler
4. une portion d'une offrande de « culpabilité douteuse » (c'est-à-dire non formellement établie)
5. une portion d'une offrande de paix
6. une portion de l'offrande d'huile d'olive d'une metzora
7. les deux miches de pain apportées à Chavouot
8. le pain de présentation
9. les offrandes de Min'ha (farine)
10. l'offrande de l'Omer

- Dons faits dans les murs de Jérusalem :

1. le premier-né de tout animal domestique casher
2. les Bikkourim (premiers fruits)
3. les entrailles de certaines offrandes
4. les peaux de certaines offrandes

- Dons pouvant être faits à l'intérieur comme à l'extérieur de Jérusalem :

1. la Terouma (la prémices de la moisson)
2. la Teroumat haMa'asser (une dîme sur la dîme du lévite)
3. la halla (prémices de la pâte)
4. la première tonsure du mouton
5. la patte antérieure droite, la mâchoire, et l'estomac de tous les animaux domestiques rituellement abattus mais non sanctifiés
6. le Pidyon HaBen (cinq shekalim d'argent pour le rachat d'un fils aîné israélite)
7. un mouton ou une chèvre rachetés pour un fils aîné de l'âne
8. une propriété ou possession dédiée au Temple sans qu'on en ait spécifié l'usage au préalable
9. des terrains hérités dédiés au Temple et non réclamés
10. le repayement du "vol" pour un converti mort sans héritier.

Les femmes (bnot cohen, filles de cohen) ne furent jamais autorisées à servir dans le Tabernacle ni dans le Temple. Elles avaient le droit de consommer ou tirer bénéfice des 24 dons aux cohanim. Cependant, si une fille de cohen épousait un non-cohen, elle perdait ce droit.

### Le Cohen Gadol

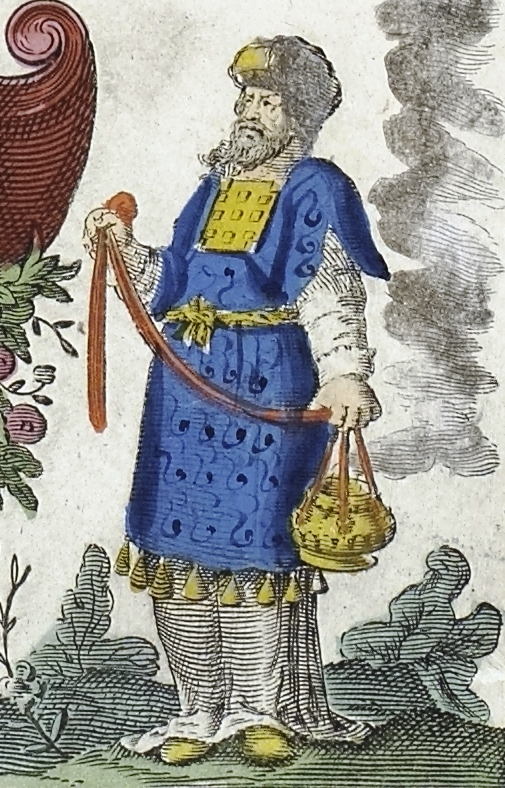
« Grands Prêtres d'Israël » (Cohen), Terra Sancta quae in Sacris Terra Promissionis olim Palestina, (1648-1664).

À chaque génération, un cohen était désigné pour remplir les fonctions de Cohen Gadol (Grand Prêtre). Sa tâche principale était d'assurer le service sacerdotal de Yom Kippour, mais il réalisait également une offrande quotidienne de farine, et avait la prérogative de remplacer n'importe quel cohen pour n'importe quelle offrande ou sacrifice de son choix.

## Impureté rituelle
Les cohanim formaient un groupe saint, dont le rôle était d'appliquer les rites cultuels et sacrificiels énoncés dans la Torah.
Afin de les protéger contre l'impureté rituelle (qui ne se confond pas avec l'hygiène corporelle), la Torah leur a imposé des règles de pureté rituelle stricte. Selon les Juifs orthodoxes, ces lois sont toujours d'application de nos jours.
- Un cohen n'a pas le droit de toucher de cadavres[4]. Il doit néanmoins se rendre impur pour ses 7 parents proches : père, mère, frère, sœur (uniquement si célibataire), fils, fille, conjoint.
- Ceci interdit théoriquement aux cohanim d'apprendre l'anatomie, donc la biologie et la médecine (humaine ou vétérinaire), ou de réaliser les rites funéraires, comme la tahara (purification) ou la levaya (enterrement) sauf pour un ami très proche[5].
- Un Cohen Gadol n'a pas le droit de se rendre impur, même pour ses parents proches, mais en l'absence de Temple, il n'y a pas de Cohen Gadol de nos jours.
- Il est interdit à un cohen de pénétrer dans un lieu ou un périmètre dans lequel pourrait se trouver un cadavre ou une partie de cadavre (Lv 10,6, Lv 21,1–5;  44,20-25). Ceci lui interdit l'accès à un cimetière, la participation à un enterrement, de se trouver sous le même toit (dans une maison, un hôpital, voire un lieu ou une maison de deuil d'une personne ne faisant pas partie de ses sept proches, tant que le cadavre se trouve sous le même toit) qu'un cadavre, sauf lors d'une veillée funèbre de l'un de ses sept proches, auquel cas il ne porte pas attention à la présence d'autres cadavres. Il est préférable de consulter une autorité rabbinique compétente pour déterminer la conduite à tenir au cas par cas. Une règle générale est d'éviter de se trouver à moins de deux mètres d'un cadavre. La proximité du cadavre d'un non-Juif porte à de moindres conséquences, et le problème ne se pose qu'en cas de contact avéré.
- Il est de coutume d'enterrer les cohanim au bord des cimetières ou au bord des allées afin de permettre à leurs proches cohanim de se rendre sur leur tombe (à une distance d'au moins quatre coudées, c'est-à-dire deux mètres) sans risquer d'entrer dans le périmètre d'autres tombes, ce qui les rendrait rituellement impurs[6].
- Il est interdit à un cohen de toucher quiconque ou quoi que ce soit qui a été rendu impur par contact avec  un mort.
- Sont dispensés de ces règles un enfant qui n'est pas en âge de comprendre son statut ni la particularité qu'il lui confère, la fille d'un cohen célibataire, l'épouse d'un cohen, qu'elle soit ou non elle-même fille d'un cohen.
- Un (homme) cohen ne peut se marier avec une femme divorcée, prostituée ou déshonorée (Lev. 21:7). Tout cohen outrepassant ces interdits perd son statut tant qu'il n'a pas divorcé. Il s'agit de situations involontaires, un cohen n'ayant pas le droit de se défaire volontairement de son héritage afin d'épouser une femme qui lui est prohibée (Lev. 21:6–7).
- Selon le Talmud, un cohen marié en dépit de ces interdictions ne voit pas son mariage invalidé, et ses enfants ne sont ni illégitimes, ni "bâtards" (mamzer). Toutefois, ils sont 'hallalim[7], "vides" de leur statut de Cohen de façon permanente.
- Le Cohen Gadol doit épouser une vierge.
- Durant la période du Temple, les cohanim étaient priés de s'abstenir de boissons fortes durant leur charge sacerdotale (Lev. 10:9 ; Ezéchiel 44:21).

### Exceptions aux règles d'impureté
Le Talmud prescrit à tout cohen — y compris au Cohen Gadol — qui découvrirait un cadavre sur la route, et ne trouverait personne d'autre à portée pour l'enterrer, de l'enterrer lui-même (met mitzvah).
Le Talmud raconte aussi que lorsque Rabbi Juda HaNassi décéda, les lois d'impureté rituelle au contact d'un cadavre furent suspendues pour la journée. Cette exception s'applique à la mort de tout Nassi ("président", dirigeant rabbinique du Sanhédrin, puis d'une académie religieuse).

## Les Cohanim de nos jours

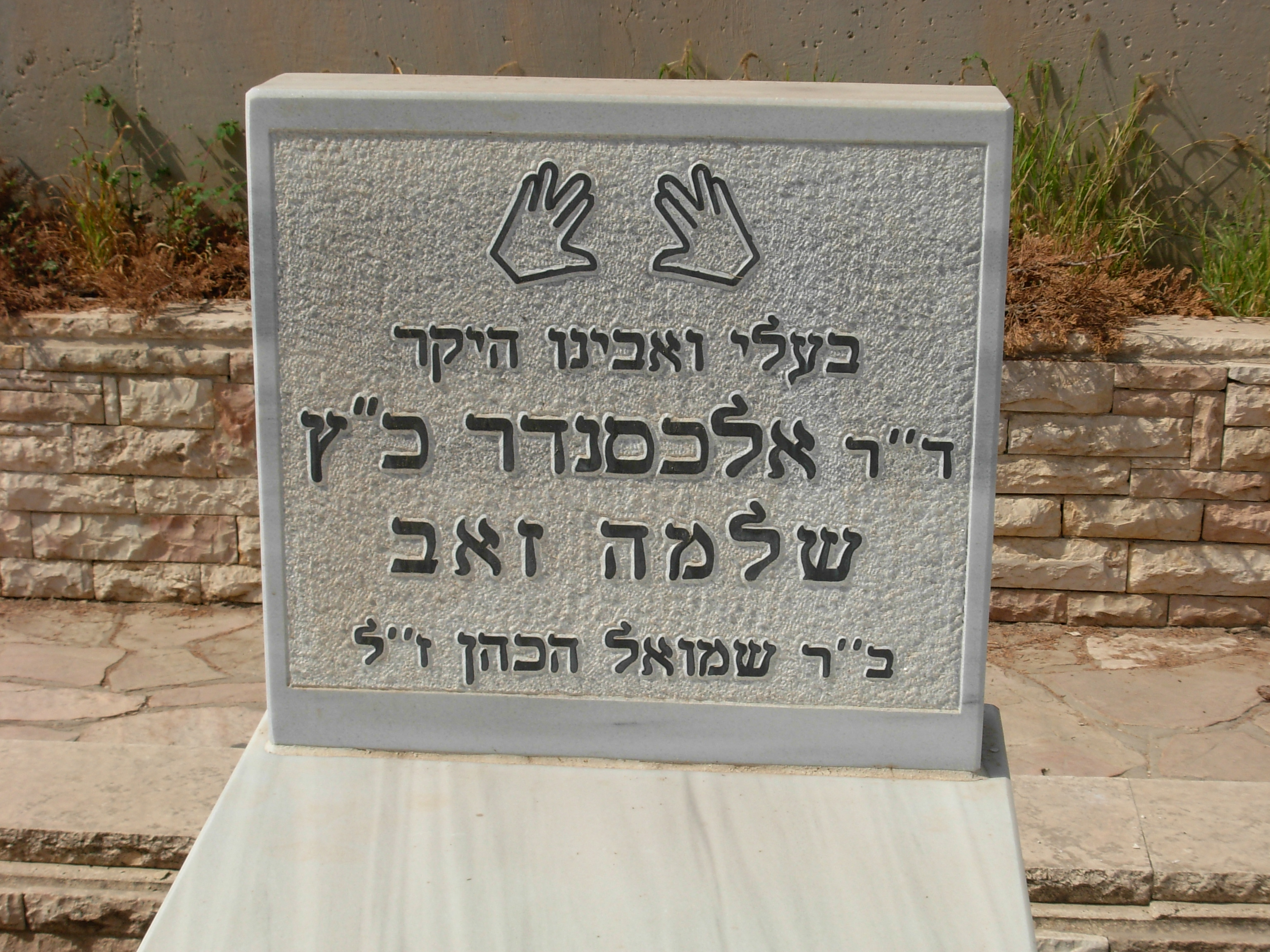
Tombe d'un Cohen, cimetière de Jérusalem.

De nos jours, le statut de cohen est assumé par quiconque possède une tradition familiale à cet effet. Jusqu'au XVIIIe siècle en Europe (XIXe siècle au Yémen), beaucoup de cohanim disaient pouvoir faire remonter leur ascendance à un cohen avéré comme Ezra. Cependant, l'émigration, l'assimilation, les mariages en dehors de la religion, etc. ont eu pour résultat de transmettre le patronyme à des individus non-cohanim, voire non-Juifs (goy). 
L'un des moyens de retracer ou vérifier une lignée est de vérifier sur les pierres tombales des ancêtres qu'elles contiennent le symbole des mains arrangées pour la bénédiction sacerdotale.
Les cohanim maintiennent un statut particulier dans les domaines suivants de la vie courante :

### Montée à la Torah
Après la destruction du Second Temple et l'interruption des offrandes sacrificielles, le rôle formel des prêtres prit fin, et la fonction de Cohen Gadol disparut. Toutefois, ils conservèrent un rôle formel et cérémonial dans les offices de prières synagogaux, lesquels furent établis comme réminiscence des sacrifices eux-mêmes, bien que ce rôle qu'ils s'attribuèrent pour eux-mêmes était illégitime et contraire à l'ancienne alliance. Certaines traductions du Tanakh proposent dans le Livre d'Osée 14:3 : « Apportez avec vous des paroles, et revenez à l’Éternel ; dites-lui : Pardonne toutes les iniquités, et reçois-nous favorablement ! Nous t’offrirons, au lieu de taureaux, l’hommage de nos lèvres ». Les bibles Martin et Ostervald, indiquent quant à elles :
1 Israël, retourne-toi jusqu'à l'Éternel ton Dieu ; car tu es tombé par ton iniquité.
2 Prenez avec vous ce que vous avez à dire, et retournez-vous à l'Éternel, et lui dites : Ote toute l'iniquité, et prends le bien, [pour le mettre en sa place], et nous [te] rendrons les bouveaux de nos lèvres.
3 L'Assyrie ne nous délivrera pas ; nous ne monterons plus sur des chevaux, et nous ne dirons plus à l'ouvrage de nos mains : [Vous êtes] nos dieux ; car l'orphelin trouve compassion devant toi.
Osée 14.1-3 version bible Martin
http://godieu.com/martin/bible/osee.html#14
1 O Israël! convertis-toi à l'Eternel ton Dieu; car tu es tombé par ton iniquité.
2 Adressez-lui vos paroles, convertissez-vous à l'Eternel, et dites-lui: Ote toute l'iniquité, et prends ce qui est bon; et nous t'offrirons les sacrifices de nos lèvres.
3 Assur ne nous délivrera pas; nous ne monterons plus sur les chevaux, et nous ne dirons plus à l'ouvrage de nos mains: Vous êtes nos dieux; car l'orphelin trouve la compassion devant toi.
Osée 14.1-3 version bible J.F. Ostervald 1877
https://emcitv.com/bible/osee-14.html 
La bible King James, également issu du texte reçu grec majoritaire indique : 
Take [3947] with you words, [1697] and turn [7725] to the LORD: [3068] say [0559] unto him, Take away [5375] all iniquity, [5771] and receive [3947] [us] graciously: [2896] so will we render [7999] the calves [6499] of our lips. [8193]
Osée 14.3 Version bible King James (avec code strong)
https://levigilant.com/machaira_strong/osee.html#14
D'une manière littérale, le verset parle des "taureaux de nos lèvres" mais il n'institue pas le remplacement des exigences de la loi du temple, concernant le sacerdoce, par l'évolution de la fonction que les prêtres ne pouvaient plus exercer après la destruction du Second Temple.
Chaque lundi, jeudi, jour de Chabbat ou jour de fête juive (Yom tov), ou début du mois (Roch Hodech) dans les synagogues orthodoxes, une lecture de la Torah se fait en hébreu devant la congrégation. Les jours de semaine, cette lecture comprend trois parties, chacune composée d'au moins trois versets ; la première montée à la Torah (aliya) revient de droit à un Cohen, la seconde à un Lévi, la troisième à un Israël. Le jour du Chabbat, où la lecture comprend sept appelés, le premier appelé est un Cohen (et le second un Lévi).
Si l'assemblée ne comporte pas de Cohen, il y a le choix d'appeler un Lévi, puis un Israël ou de ne pas tenir compte du Lévi et d'appeler en premier un Israël. Le Cohen peut être appelé pour le maftir, qui n'est pas à proprement parler l'une des sept aliyot. Dans le judaïsme orthodoxe, cette coutume a statut de loi.

Le Rav Meïr de Rothenburg (Allemagne, XIIe - XIIIe siècle) a décrété que dans un minyan ou une communauté (ce qui est plus rare) exclusivement composé de Cohanim, la prohibition d'appeler des Cohanim pour autre chose que les deux premières aliyot (le Cohen étant aussi un Lévi, par définition) et le maftir aliyot crée une voie sans issue qui doit être résolue en appelant des femmes à la Torah pour les aliyot  intermédiaires. Le rabbin Joel Wolowelsky (en), membre du Rabbinical Council of America (en), une organisation juive orthodoxe, a récemment endossé la responsabilité de permettre la création délibérée de minyanim composés uniquement de Cohanim dans le but exprès de donner aux femmes une occasion de monter à la Torah dans un environnement orthodoxe, à condition que la femme ne soit pas nidda (en état d'impureté).
La coutume d'appeler un cohen à la première aliyah est généralement observée dans les communautés traditionalistes ou massorties, sans avoir statut de loi. Le Rabbinical Assembly's Committee on Jewish Law and Standards (CJLS) a en effet décrété que les rabbins n'étaient pas obligés de s'y plier, et de fait, certaines synagogues conservative (traditionalistes) y dérogent.
Le CJLS a également décrété diverses positions quant à savoir si une bat cohen (fille d'un cohen) peut revendiquer le rôle honoraire du cohen dans les offices de prière synagogaux. Une position permet effectivement de donner préséance à une bat cohen, ainsi qu'à une bat levi (fille d'un lévite) lors de la lecture publique de la Torah, qu'elles soient ou non mariées. De plus, leur statut ne devrait, selon ce décret, pas être déterminé par le lignage de leur époux, mais par leurs propres lignages paternels.
Un autre rabbin estime que les femmes ne doivent pas recevoir de telles aliyot. C'est cette position qui a été adoptée par l'ensemble du Mouvement Massorti.
Pour finir, le CJLS enseigne que là où le comité légal a validé plus d'une position possible, la congrégation doit suivre les décisions de son propre rabbin.

### La bénédiction sacerdotale

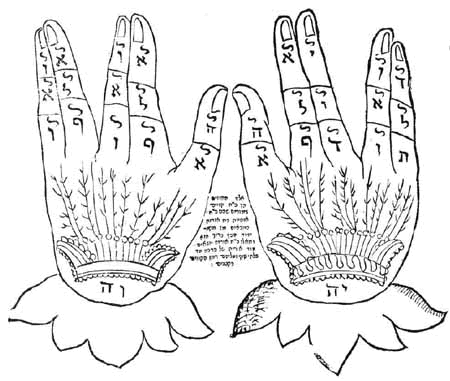
Représentation de la bénédiction sacerdotale, avec les mains divisées en 28 sections, chacune contenant une lettre hébraïque. « Vingt-huit », en chiffres hébreux, épelle le mot Koach (force). À la base de chaque main, les deux lettres se combinent pour former יהוה, le nom de Dieu.

La bénédiction des prêtres (birkat hacohanim), également appelée nessiat kapaïm (« soulèvement des paumes ») est une institution biblique. Actuellement[Quand ?], elle est intercalée lors de la répétition de la Amida dans les offices de prière juifs orthodoxes. 
Le rite est réalisé en se tenant à l'avant de la synagogue, devant l'arche sainte face à la  congrégation, bras tendus, mains et doigts dans une position particulière.
L'acteur Leonard Nimoy s'inspira de ce rite pour créer le « salut vulcain » de Spock dans la série Star Trek,,.
En terre d'Israël, la bénédiction sacerdotale est réalisée quotidiennement par des cohanim, tandis qu'en diaspora, elle ne l'est que lors des sabbaths et des fêtes juives d'origine biblique.
Les Juifs orthodoxes, ainsi que certaines congrégations traditionalistes (ou conservatives) n'autorisent pas les femmes à la réaliser, car celles-ci n'auraient pas été éligibles pour réaliser le culte dans le Temple.

D'autres congrégations conservatives s'insurgent contre ce qu'elles considèrent comme une atteinte à l'égalité des sexes. Elles autorisent donc les femmes à réaliser la bénédiction.
La majorité des congrégations juives réformées et reconstructionnistes considèrent les rites du Temple dépassés, et s'insurgent contre toute différence entre Juifs. Elles ont donc aboli la bénédiction sacerdotale, pour les hommes comme pour les femmes.

### Le Pidyon Haben

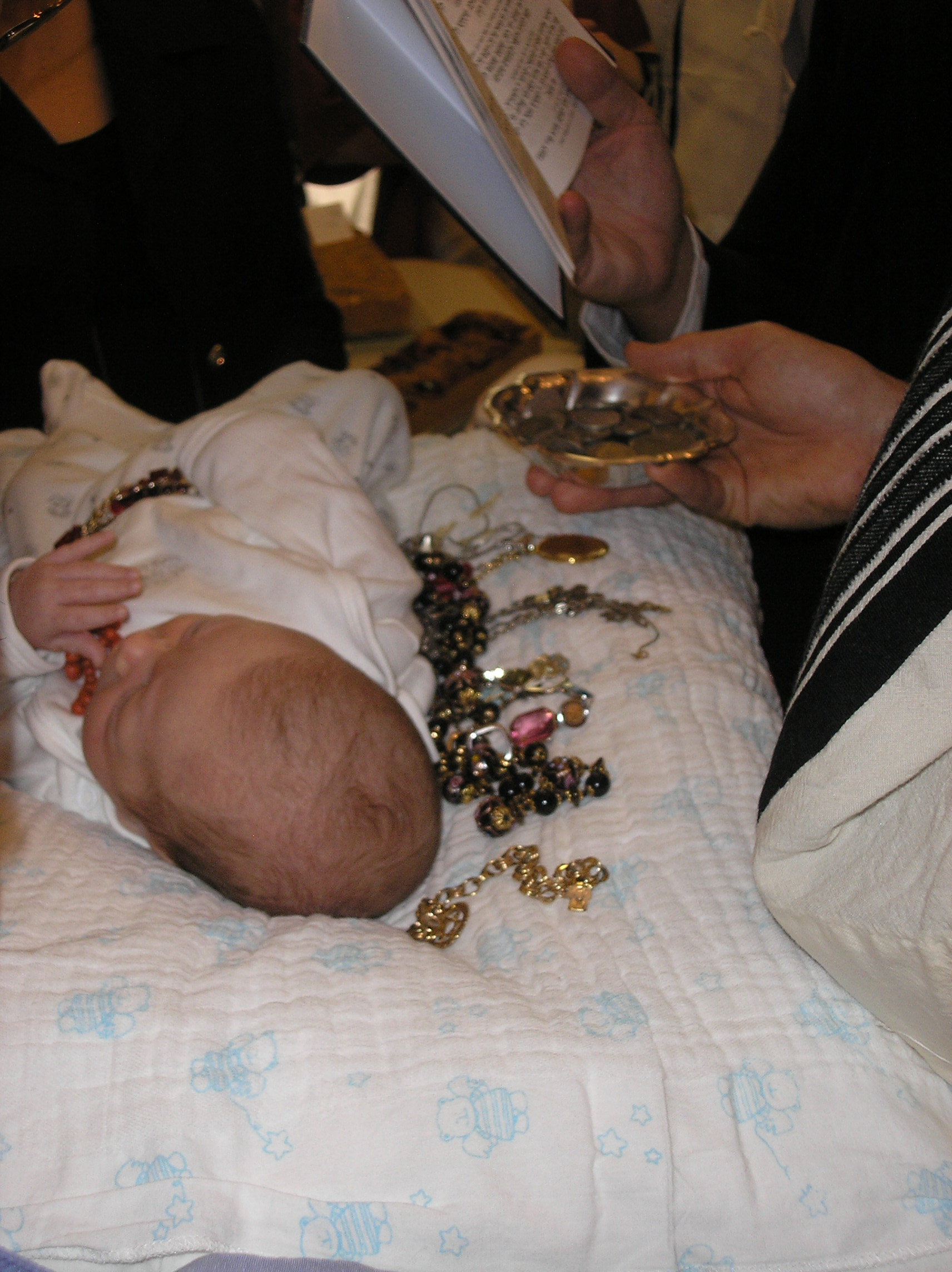
Bénédiction du Pidyon HaBen près du nouveau-né

En dehors de la synagogue, les cohanim possèdent le privilège unique de diriger le Pidyon Haben, la cérémonie de « rachat des premiers-nés mâles » de leur père, sur la base d'Exode 13:13, ainsi que Lévitique et Nombres.
Dans les congrégations orthodoxes, traditionalistes ou conservatives, cette cérémonie est réalisée dans le cadre d'un repas de fête. Le Cohen se lave les mains et rompt le pain, puis appelle le père et son bébé. Le bébé est traditionnellement de blanc vêtu et couvert de bijoux en or, offerts par les femmes afin d'embellir la mitzva. Le Cohen engage alors un dialogue formel avec le père, lui demandant s'il préfère garder son fils ou son argent. Le père lui tend cinq pièces d'argent (approximativement 101 grammes), bien qu'il soit de coutume de donner une valeur plus élevée, afin d'améliorer la mitzva. Le Cohen les bénit, lui et son fils. La cérémonie doit se tenir lorsque l'enfant est âgé de 31 jours de vie, mais un aîné qui n'aurait jamais été racheté par le Pidyon Haben peut l'être, voire se racheter lui-même plus tard, lors d'un échange similaire avec un Cohen.
Bien que le Talmud autorise les femmes à réaliser ce rite, la coutume orthodoxe est de ne faire appel qu'à des cohanim masculins. Certaines congrégations conservatives l'autorisent.

### Statut personnel

#### Selon le judaïsme orthodoxe
Selon le judaïsme orthodoxe, les cohanim actuels doivent, bien que présumés cohanim, se garder de toute impureté rituelle ainsi que le prescrit la Torah. 
Afin de les protéger de la proximité des morts, les cimetières orthodoxes conservent traditionnellement un terrain réservé aux tombes des cohanim, à distance du terrain général, permettant aux cohanim de se rendre sur la tombe de leurs parents décédés sans pénétrer dans l'enceinte du cimetière. Des mesures sont également prises pour qu'ils ne se retrouvent pas dans le même hôpital, avion ou sous le même toit qu'un cadavre.
Les restrictions maritales d'origine biblique, un cohen ne pouvant prendre de femme divorcée (même leur propre femme s'ils en ont divorcé) ou désécrée (adultère, inceste, prostitution, etc.), restent en vigueur. Les rabbins ont également interdit le mariage avec une convertie au judaïsme, de crainte qu'elle n'ait eu de relations antérieures avec des Gentils. De même, une Juive (de naissance) ayant eu des relations avant son mariage n'est permise à un cohen qu'à la condition que ses partenaires antérieurs aient été, également, juifs. 
Selon les rabbins, la fille de deux prosélytes, père et mère, est considéré comme Juive de naissance, et peut donc épouser un cohen. En revanche, la fille issue d'un mariage mixte dont seule la mère est juive ne peut, bien que Juive d'un point de vue légal, épouser un cohen, même si elle est vierge.

#### Selon le judaïsme traditionaliste ouconservative
Le judaïsme massorti conservative, bien que reconnaissant à la Halakha un caractère obligatoire, a néanmoins assoupli les restrictions maritales car :
- le Temple de Jérusalem ayant été détruit, il n'y a plus de culte, donc plus de nécessité de se maintenir en état de pureté rituelle ;
- la plupart des cohanim ne sont que présumés l'être, ne pouvant que rarement remonter leur ascendance jusqu'à un cohen formellement identifié ;
- les mariages mixtes étant excessivement fréquents chez les Juifs américains, les rabbins conservative estiment qu'ils ne peuvent contrarier le désir de deux personnes juives de s'épouser ; que le mariage soit bibliquement ou rabbiniquement permis ou interdit n'y peut rien changer.

#### Selon les judaïsmes réformé et reconstructionniste
Les courants progressistes du judaïsme ne reconnaissent pas le caractère d'autorité absolue de la Halakha, et autorisent donc tout mariage, permis ou interdit par la Torah et les rabbins.

## Bat Cohen
Les Juifs orthodoxes et massortis ou conservative considèrent qu'une Bat Cohen (fille d'un Cohen) possède un statut et une sainteté particulière. Selon le Talmud, une bat cohen ne peut faire d'offrande dans le Temple de Jérusalem et est exemptée de nombreuses interdictions faites aux cohanim mâles, mais elle conserve les droits et privilèges des Cohanim, dont celui de consommer certaines portions des sacrifices, de recevoir la dîme et d'autres présents sacerdotaux, et de recevoir l'argent de rachat d'un nouveau-né lors de la cérémonie du Pidyon HaBen. 
Le judaïsme orthodoxe retient l'opinion selon laquelle les privilèges et statuts sacerdotaux proviennent de leur fonction dans le culte ; c'est pourquoi une bat cohen ne peut réaliser la bénédiction sacerdotale ni recevoir la première Aliyah à la Torah ; on ne permet généralement pas à une bat cohen de réaliser le Pidyon Haben. Cependant, la question des fonctions qu'une bat cohen peut ou non remplir dans un contexte orthodoxe est actuellement matière à débat dans certains cercles orthodoxes.
Certains groupes de prière féminins agissant sous la conduite halakhique de rabbins orthodoxes modernes, et ayant pour habitude réaliser la lecture de la Torah uniquement entre femmes ont adapté la coutume des privilèges de montée à la Torah, en accordant la première lecture à une bat cohen et la seconde à une bat levi.
Le judaïsme massorti (conservative), en accord avec ses positions tant sur les sacrifices (qui ne reprendraient pas avec la reconstruction du Troisième Temple) que sur l'égalitarisme entre hommes et femmes, interprète les passages talmudiques concernés comme permettant, dans les congrégations qui conservent aux cohanim leurs fonctions traditionnelles et souhaitent un égalitarisme entre les genres, l'abrogation actuelle de la plupart des distinctions entre cohanim mâles et femelles, sur base de l'opinion que les privilèges sacerdotaux ne proviennent pas du culte mais de l'ascendance (paternelle), et que les cérémonies comme celles de la bénédiction sacerdotale devraient évoluer par rapport à leur modèle du Temple. 
Cependant, le Law Committee accepte aussi l'opinion selon laquelle les femmes ne peuvent exercer ces fonctions comme une position valide, et toutes les congrégations conservative ne suivent pas ces pratiques : certaines, plus traditionalistes, conservent une vue assez proche de celle du judaïsme orthodoxe ; d'autres, ayant aboli les privilèges liés à la tribu, ne réalisent aucune des cérémonies nécessitant un cohen ou une bat cohen. Le mouvement Massorti israélien a statué que les femmes ne recevraient pas d'aliya à la Torah.
Les courants progressistes du judaïsme, tant le judaïsme réformé que le judaïsme reconstructionniste, ont aboli les distinctions de genre, de tribu et d'identité. Une bat cohen n'a donc aucun statut particulier dans ces mouvements.

## Génétique du Cohen (« Y-Aaron gene »)

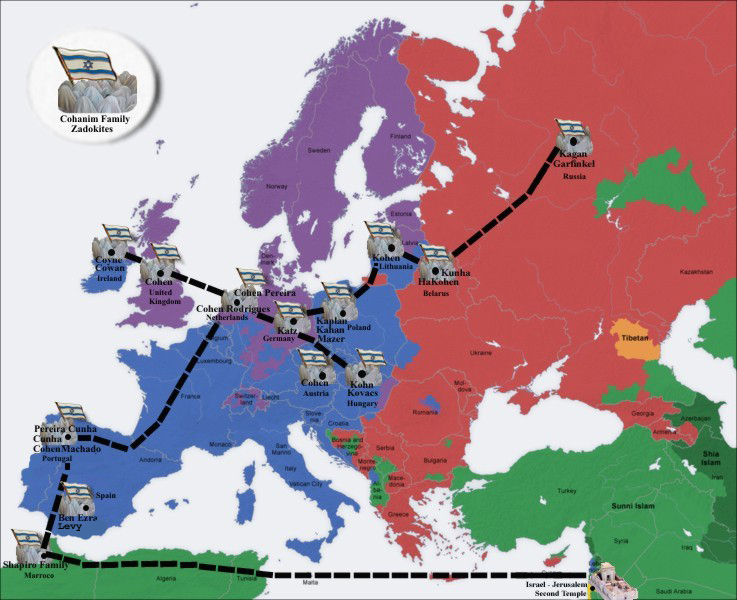
Migration de l'ADN de l'haplogroupe Kohanim J2

Une étude génétique de 1997 réalisée par le professeur Karl Skorecki et ses collègues du Technion à l'université de Haïfa pourrait valider la tradition selon laquelle les cohanim descendraient d'Aaron. Comme tous les lignages patrilinéaires doivent partager un chromosome Y commun, le test a été réalisé parmi les populations juives possédant une telle transmission patrilinéaire (soit les cohanim et les Lévites) afin d'établir ou d'infirmer une communauté dans leurs chromosomes Y. Il aurait ainsi été prouvé que certains traits distinctifs se retrouvent avec une fréquence nettement plus accrue dans les chromosomes Y des cohanim, ce qui impliquerait qu'ils ont une ancestralité commune remontant à 2 000 ou 3 000 ans. Si cette étude basée sur un groupe de 188 sujets, a identifié un ensemble limité de marqueurs génétiques qui ont été trouvés chez un peu plus de 50 % des Juifs ayant une tradition de lignée sacerdotale, elle les a également trouvés chez environ 5 % des Juifs qui ne croyaient pas être des cohanim. 
Au cours de la décennie suivante, Hammer, Skorecki et d’autres chercheurs ont continué à collecter du matériel génétique auprès de populations juives et non juives du monde entier. Cela a conduit à la classification d'un ensemble plus large de marqueurs génétiques, désormais appelé « haplotype modal de Cohen (CMH) » (haplotype modal Cohen (en)).  
Une autre étude scientifique menée par des chercheurs américains, israéliens et russes, publiée en 2009 dans la revue « Human Genetics », et utilisant une batterie beaucoup plus large de marqueurs ADN, va également dans ce sens où près de 30 % des chromosones Y présents dans les communautés juives sont pratiquement absents des populations autres, et donc pourrait, selon cette étude, faire remonter à un ancêtre commun ayant vécu au Proche-Orient, il y a quelque 3 200 ans. 
Les études sur ce gêne sont également utilisées pour appuyer l'assertion selon laquelle les Lemba (une tribu sub-saharienne) ont des ancêtres juifs dont ils se revendiquent. Par ailleurs, une étude de 2004 aurait démontré que les Samaritains partageraient une ancestralité paternelle commune avec les Juifs, mais une ancestralité maternelle différente. 
Cependant, de contre-études ont affirmé que le trait héréditaire « sacerdotal » rapporté par le groupe de Skorecki est également commun parmi les populations non juives du Moyen-Orient et provient d' un ancêtre commun qui a vécu il y a 18,5 ± 3,5 mille ans,. Par exemple, cette caractéristique héréditaire a été trouvée chez environ un tiers des sujets du Yémen, environ un quart des sujets d’ Oman et environ un cinquième des sujets du Néguev, d’Irak et du Kurdistan, tous non juifs. Ces résultats indiquent que la caractéristique héréditaire « sacerdotale » est antérieure au peuple juif lui-même de plusieurs milliers d’années, et sa présence ou son absence n’indique pas en soi l’origine sacerdotale du sujet, ni même son origine juive.
En 2003, le groupe du professeur Skoretzky a affirmé avoir trouvé un marqueur génétique commun aux Lévites ashkénazes, mais un autre chercheur a contesté cette affirmation en 2006. Dans le cas de la tribu africaine Lemba et de la communauté des Bene Yisrael en Inde, l’existence de preuves scientifiques d’une similitude génétique entre eux et le peuple d’Israël a influencé la formation de leur identité et leur auto-définition vis-à-vis de leurs voisins.

### Nombre
De nos jours, on estime que les Cohanim descendants de la lignée d'Aaron constituent environ quatre à cinq pour cent de la population juive

## Cohen en tant que patronyme
Les descendants de cohanim portent souvent des noms reflétant leur généalogie, souvent modifiés à la suite de la traduction ou de la translittération en d'autres langues, comme illustré ci-dessous (liste non exhaustive). De nombreux noms possèdent une ou plusieurs orthographes alternatives, la lettre K étant souvent remplacé par un C suivant les langues.
- Allemand : Kohn (Cohn), Kuhn (ou Cuhn—voir Kahn), Coen, Kaner, Katz (abréviation de Kohen Tzedek, i.e. « prêtre de justice »)
- Anglais : Conn, Cowan, Conway, Cohan, Cohen (Cowan est aussi un patronyme écossais, Cohan est aussi un patronyme irlandais, Conway est aussi un patronyme d'origine galloise)
- Arabe : al-Kohen, Kouhen
- Arménien : Kohanian
- Espagnol : Cano, Canno, Canoh, Cao, Corena, Correa.
- Français : Cahn, Cahen, Cahan, Caïn, Caen
- Géorgien : Kotais, Kotatis, Kutatisi, Kutaïssi
- Grec : Kots, Kotais, Kothanis, Kotatis (traduit comme « Cohanim », Juif Romaniote)
- Hébreu (ancien et moderne) : Kohen, Hakohen, ben-Kohen, bar-Kohen, Kahana (judéo-araméen), Kahane
- Italien : Sacerdoti, traduction italienne du mot Cohen.
- Néerlandais : Katten (traduit comme « Kohen »)
- Polonais : Kaplan (du latin capellinus, « chapelain »)
- Portugais : Cão, Cunha, Coutinho, Correia, Coelho.
- Russe : Kasdan (en hébreu, ce nom est épelé « kaf-shin-dalet-noun », acronyme de « Kohanei Shloukhei DeShmaya Nin'hou » i.e. « les prêtres sont les messagers des cieux »), Kagedan, Kagan, Kaganovitch, Gorelitz, Gorenick
- Slave : Kogan, Kagan, Kahn ou Cahn (le suffixe -ahn est fréquent dans certaines régions allemandes, aussi Kahn peut-il être un patronyme allemand signifiant « vaisseau » — schiff en allemand, cf. ship en anglais, schip en néerlandais, etc. En revanche, de nombreux Schiff, ou Schiffman sont en réalité des cohanim ou descendants de cohanim)
- Noms souvent portés par des cohanim :
  - Certains patronymes sont des surnoms, comme Schiff ou Schiffman (synonyme allemand de Kahn), Maze (acronyme de mi zerat Aharon,  i.e. "de la semence d'Aaron"), Azoulay (acronyme de isha zona ve'hallelah lo yiqa'hou,  signifiant "une prostituée ou divorcée il ne prendra pas" prohibition typique des cohanim, cf. supra) ; cependant, ces surnoms sont aussi portés par des non-Cohanim. Le Rav Haïm Joseph David Azoulay, par exemple, n'était pas un cohen.
  - Certains noms, comme Rappaport (judesmo: Rofe da Porto, médecin du port), Shapiro (judéo-araméen: « gentil, » « beau »), etc. sont plus souvent portés par des cohanim, mais tous les Rappaport, Shapiro, etc. ne sont pas des cohanim.

Cependant, du fait de la possibilité de perdre son statut sacerdotal[Quoi ?], de ne pouvoir le transmettre aux fils d'une union mixte avec une Gentille (quand bien même ils se convertiraient ou épouseraient une Juive), etc., certains noms sont "plus dignes de foi" que d'autres. "Cohen" étant l'un des noms les plus courants, on ne peut s'y fier pour déterminer le statut de son porteur sans témoignage supplémentaire. C'est également pourquoi les cohanim avérés font souvent figurer le symbole de la bénédiction sacerdotale sur leurs pierres tombales.
Le nom de famille à lui seul ne suffit donc pas à dire si quelqu'une a une origine cohanite ou lévite. Monsieur Cohen n'est pas forcément « Cohen ». L'adoption de noms de famille par les Juifs s'est faite très récemment  et il est possible que certains aient pu s'attribuer une origine qu'ils n'avaient pas. Seule la tradition orale familiale peut assurer ce titre. Par exemple, ceux qui portent le nom Katz ne revendiquent pas tous une origine cohanite : même s'il s'agit souvent de l'acronyme de « Kohen Tzédek », il s'agit parfois tout simplement du mot yiddish signifiant « chat ».

## En dehors du judaïsme
L'Église de Jésus-Christ des saints des derniers jours donne un droit légal au cohen de constituer l'Épiscopat président sous l'autorité de la Première présidence. Lorsque des Cohanim de l'Église ne sont pas disponibles, les détenteurs de la Prêtrise de Melchisédek s'y substituent. Aucun Cohen n'a encore assumé la présidence.

## Sources
- Grand Rabbin Jacques Ouaknin, "L'âme immortelle. Précis des lois et coutumes du deuil dans le judaïsme", éditions Bibliophane-Daniel Radford 2002, publié avec le concours du Consistoire de Paris  (ISBN 2-86970-059-8)
- Rav Alfred J. Kolatch, "Le Livre Juif du Pourquoi?", traduit par le Dr A. Kokos, Collection Savoir, 
  - Tome I éditions MJR 1990  (ISBN 2-88321-002-0)
  - Tome II éditions MJR 1996  (ISBN 2-88321-018-7)